# 피오트르 지엘린스키

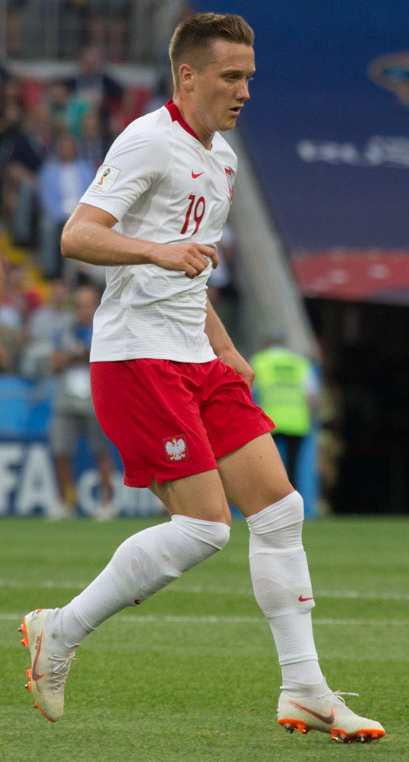

피오트르 세바스티안 지엘린스키(폴란드어: Piotr Sebastian Zieliński, 1994년 5월 20일, 폴란드 종프코비체실롱스키에 ~ )는 폴란드의 축구 선수로 현재 이탈리아 세리에 A의 인테르나치오날레에서 미드필더로 활약하고 있다.

## 선수 경력

### 클럽
2012년 이탈리아 세리에 A의 우디네세 칼초에서 선수 생활을 시작하였고 2013-14 시즌까지 공식전 20경기에 출전하며 세리에 A 2012-13 5위 및 2013-14년 UEFA 유로파리그 플레이오프 진출, 코파 이탈리아 2013-14 4강 진출 등에 일조한 뒤 2014-15 시즌을 앞두고 같은 리그의 엠폴리 FC로 임대 이적 후 2015-16 시즌까지 공식전 66경기 5골의 활약을 선보였다.
그 후 2015-16 시즌을 마치고 SSC 나폴리의 유니폼으로 갈아입은 후 세리에 A 2회 연속 준우승(2017-18, 2018-19) 및 2번의 리그 3위(2016-17, 2021-22), 코파 이탈리아 2019-20 우승 및 2번의 코파 이탈리아 4강 진출(2016-17, 2020-21), 2018-19년 UEFA 유로파리그 8강 진출, 2020년 이탈리아 슈퍼컵 준우승에 기여하는 등 현재까지도 나폴리의 핵심 미드필더로 맹활약하고 있다.

### 국가대표팀
2013년 6월 4일 리히텐슈타인과의 친선 경기에서 폴란드 A대표팀 소속으로 국제 A매치 데뷔전을 치렀고같은 해 8월 14일 덴마크와의 친선 경기에서 A매치 데뷔골을 터뜨렸다.
그 뒤 9월 10일 산마리노와의 2014년 FIFA 월드컵 유럽 지역 예선 H조 8차전 원정 경기에서 A대표팀 국제 대회에서의 데뷔골을 멀티골로 장식하며 팀의 5-1 대승에 기여했고 이후 UEFA 유로 2016 본선 엔트리에 합류한 뒤 우크라이나와의 C조 조별리그 최종전에 선발로 출전하면서 팀의 사상 첫 유로 대회 16강 진출 및 1986년 FIFA 월드컵 이후 30년만의 메이저 대회 토너먼트 진출에 일조했으며 팀은 그 후에 열린 스위스와의 16강전에서 승부차기까지 가는 대접전 끝에 5-4로 승리를 거두며 사상 첫 유로 대회 8강 진출에 성공했다.
그리고 2018년 3월 홈에서 열린 대한민국과의 평가전에서 멀티골을 터뜨려 팀에 3-2 승리를 안겼고 5월에는 2018년 FIFA 월드컵 본선 예비 엔트리 35인 명단에 이름을 올렸으며월드컵 개막을 열흘 앞둔 6월 4일 최종 엔트리에 선발되며 생애 첫 월드컵 본선 무대를 밟았다.
이후 2018년 FIFA 월드컵 본선 조별리그 3경기에 모두 선발로 출전했지만 팀은 H조 조별리그에서 세네갈, 콜롬비아에 연달아 패했고 일본과의 최종전에서는 그나마 1-0으로 승리했지만 1승 2패·조 최하위에 머무르며 또 다시 16강 진출 실패의 고배를 마셨다.
그리고 UEFA 유로 2020 본선에도 참가하여 로베르트 레반도프스키와 함께 팀의 공격력을 이끌어야 하는 상황이었음에도 불구하고 이전보다 더 훨씬 무너져버린 전력 불균형을 극복하지 못하고 1무 2패·E조 최하위라는 처참한 성적에 머무르며 또 다시 조별리그 탈락의 수모를 겪어야만 했다.
그러나 홈에서 열린 스웨덴과의 2022년 FIFA 월드컵 유럽 지역 예선 플레이오프 B조 2라운드에서 1-0으로 앞서 있던 후반 27분 승부의 쐐기를 박는 결승골을 터뜨리며 폴란드의 2회 연속 월드컵 본선 진출에 크게 기여했다.

## 수상

### 클럽
우디네세 칼초
- 코파 이탈리아 : 4강 (2013-14)

 SSC 나폴리
- 세리에 A : 우승 (2022-23)
- 세리에 A : 준우승 (2017-18, 2018-19), 3위 (2016-17, 2021-22)
- 코파 이탈리아 : 우승 (2019-20), 4강 (2016-17, 2020-21)
- 수페르코파 이탈리아나 : 준우승 (2020)